# Vaux-sur-Somme
Vaux-sur-Somme település Franciaországban, Somme megyében. Lakosainak száma 272 fő (2022. január 1.). Vaux-sur-Somme Corbie, Méricourt-l’Abbé, Sailly-le-Sec és Vaire-sous-Corbie községekkel határos.

## Népesség
A település népessége az elmúlt években az alábbi módon változott:
| Lakosok száma | 300  | 306  | 315  | 308  | 307  | 306  | 295  | 283  | 272  |
|               | 2013 | 2015 | 2016 | 2017 | 2018 | 2019 | 2020 | 2021 | 2022 |